# Корона Реккесвинта
Корона Реккесвинта (исп. Corona de Recesvinto) — вотивная корона, подаренная церкви королем вестготов Реккесвинтом (правил в 649—672). Корона является частью клада из Гваррасара, обнаруженного в 1858—1861 годах. Вместе с короной Реккесвинта была обнаружена вторая вотивная корона, содержащая имя дарителя — корона короля Свинтилы (правил в 621—631 годах), однако она была украдена в 1921 году и до сих пор не обнаружена.
Вотивная корона представляет собой богато орнаментированный обруч-корону, который вносился в церковь как жертвенный вклад («по обету» — ex voto). Обычно подвешивались под арками или же над алтарем, таким образом, чтобы крест, свисающий с короны, приходился прямо над распятием, водружённым на престоле. Особенно известны вестготские и лангобардские вотивные короны.
Корона Реккесвинта представляет собой золотой обруч шириной 10 см с 22 подвесками из драгоценных камней и золотых букв, которые составляют фразу — (R)ECCESVINTUVS REX DEFERET, то есть «Дар короля Реккесвинта». Корона подвешена на 4 золотых цепях, скрепленных сверху замком в форме стилизованного цветка. Из центра крепления спускается длинная цепь, оканчивающаяся массивным золотым крестом, украшенным жемчугом и сапфирами.
Была отреставрирована французскими учеными XIX веке, допустившими некоторые вольности. К примеру, крест, который в настоящий момент служит центром короны Реккесвинта, изначально был самостоятельной фибулой.